# The Unforgiven (canção)
"The Unforgiven" é uma power ballad da banda estadunidense de heavy metal Metallica. Foi o segundo single de seu álbum auto-intitulado Metallica (também conhecido como The Black Album), lançado nos Estados Unidos pela Elektra Records em 28 de outubro de 1991. Embora seja uma das faixas com a andamento mais lento do álbum, a sua progressão harmônica a faz uma das músicas mais "pesadas" do álbum. A música trata o tema da luta de um indivíduo contra aqueles que o subjugam.

## Single

### Listagem de faixas

#### Maxi (CD single)
1. "The Unforgiven" – 6:27
2. "Killing Time" – 3:04
3. "The Unforgiven" (versão demo) – 6:18

#### 12 polegadas
Lado A
1. "The Unforgiven" – 6:27

Lado B
1. "Killing Time" – 3:04
2. "So What" – 3:07
3. "The Unforgiven" (versão demo) – 6:18

## Charts
| Parada musical(1992)                  | Posição |
| ------------------------------------- | ------- |
| Australian Singles Chart              | 10      |
| Austrian Singles Chart                | 30      |
| Dutch Singles Chart                   | 25      |
| French Singles Chart                  | 28      |
| German Singles Chart                  | 47      |
| Greek Singles Chart                   | 2       |
| Irish Singles Chart                   | 22      |
| Italy (FIMI)                          | 18      |
| New Zealand Singles Chart             | 24      |
| Polish Singles Chart                  | 9       |
| Swedish Singles Chart                 | 32      |
| Swiss Singles Chart                   | 20      |
| UK Singles Chart                      | 15      |
| U.S. Billboard Hot 100                | 35      |
| U.S. Billboard Mainstream Rock Tracks | 10      |